# Raiffeisen-Holding Hochhaus
Das Raiffeisen-Holding-Hochhaus ist ein Hochhaus am Donaukanal im Gemeindebezirk Leopoldstadt in Wien.
Das Hochhaus ist 78 Meter hoch, hat 22 Stockwerke, 27.000 Quadratmeter Bruttogeschoßfläche  und rund 20.000 Quadratmeter Nutzfläche mit Büros für bis zu 900 Angestellte. Es wurde zwischen 2010 und 2012 auf dem Gelände der alten OPEC-Zentrale errichtet. Es ist ein Zubau des Raiffeisenhauses Wien, in dem Gebäude ist die neue Konzernzentrale der Raiffeisen-Holding Niederösterreich-Wien untergebracht.
Das Grundstück wurde 2007 von der Raiffeisen-Holding Niederösterreich-Wien gekauft und das darauf befindliche Gebäude abgerissen. Nach den Plänen der Architekten Dieter Hayde, Ernst Maurer und Radovan Tajder war das Bauunternehmen Strabag mit der Ausführung beauftragt.
Der Bau war eine Herausforderung, da der Bauplatz extrem eng ist und von zwei anderen Hochhäusern (Hotel Mercure und IBM Österreich) begrenzt wird. Mit den Gesamtbaukosten von rund 80 Millionen Euro ist das Hochhaus um zirka 4,6 Millionen Euro teurer als ein vergleichbares Hochhaus.
Die Fassadenbeleuchtung wurde von der Multivision LED-Systeme GmbH erstellt und besteht aus ca. 5.500 LED-Leuchten mit 1,05 m Länge. Das Nachtdesign wurde vor Weihnachten 2012 fertiggestellt.